# Тріора
Тріора (італ. Triora, ліг. Triêua) — муніципалітет в Італії, у регіоні Лігурія,  провінція Імперія.
Тріора розташована на відстані близько 450 км на північний захід від Рима, 105 км на південний захід від Генуї, 25 км на північний захід від Імперії.
Населення — 372 особи (2014).

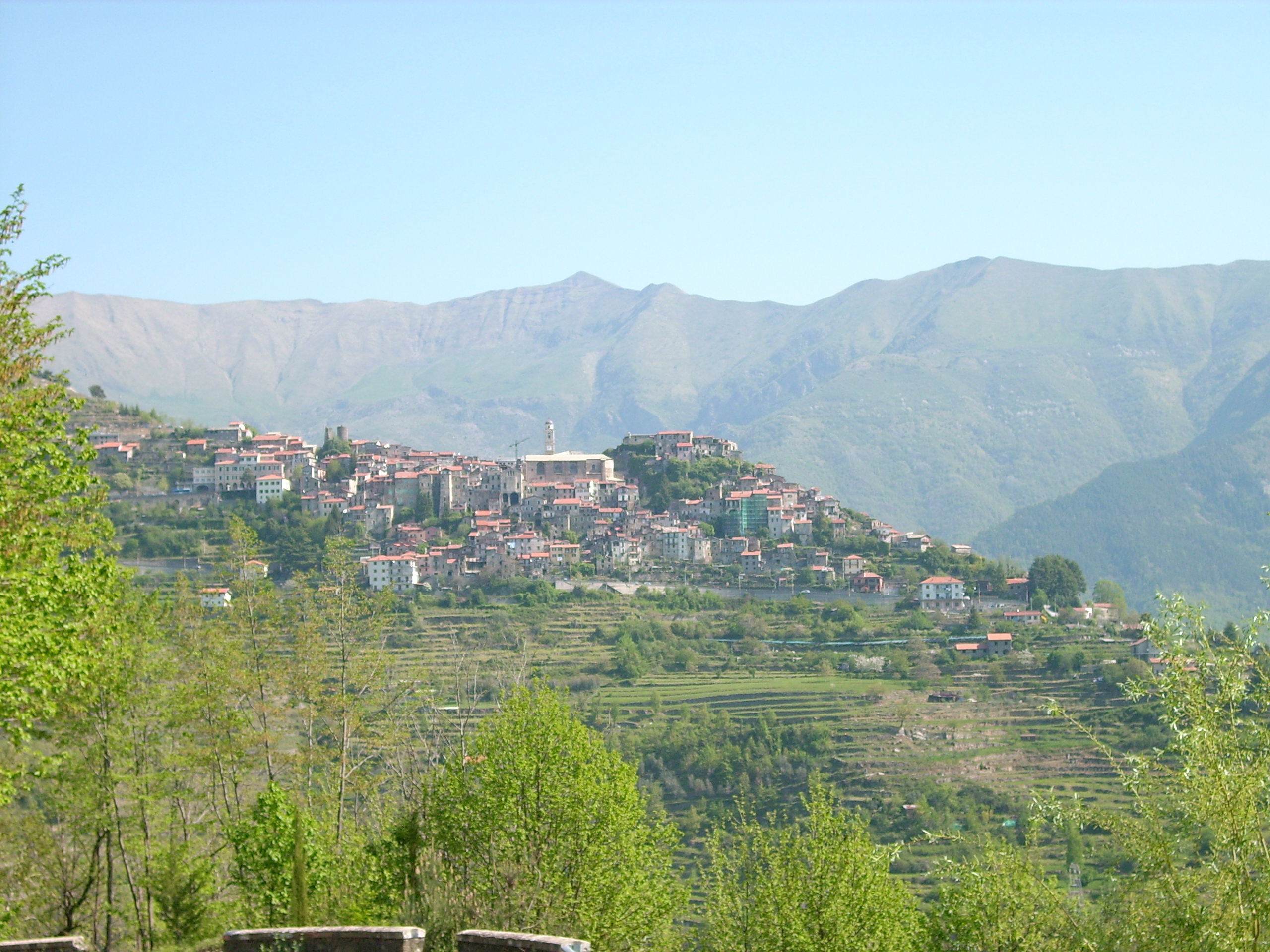

Щорічний фестиваль відбувається 15 серпня. Покровитель — Assunzione di Maria Santissima.

## Демографія
Населення за роками:

Станом на 1 січня 2023 року в муніципалітеті офіційно проживало 89 іноземців з 23 країн, серед них 24 громадяни країн Євросоюзу та 14 громадян України.

## Сусідні муніципалітети
- Брига-Альта
- Кастельвітторіо
- Брига
- Мендатіка
- Моліні-ді-Трьора
- Монтегроссо-П'ян-Латте
- Пінья
- Саорджо

## Міста-побратими
- Ла-Бриг, Франція (2006)